# Rautavesi och Liekovesi
Rautavesi och Liekovesi är en sjö i Finland. Den ligger i kommunen Sastamala i landskapet Birkaland, i den sydvästra delen av landet, 170 km nordväst om huvudstaden Helsingfors. Rautavesi och Liekovesi ligger 57,5 meter över havet. Den är 26,32 meter djup. Arean är 30,28 kvadratkilometer och strandlinjen är 111,94 kilometer lång. Sjön  ingår i Kumo älvs huvudavrinningsområde. 